# Луций Касий (трибун)
Луций Касий (на латински: Lucius Cassius) e политик на късната Римска република по време на Съюзническата война. Произлиза от фамилията Касии.
През 89 пр.н.е. той е народен трибун. Консули тази година са Гней Помпей Страбон и Луций Порций Катон.